# مقصدهای پروازی اسپایس‌جت

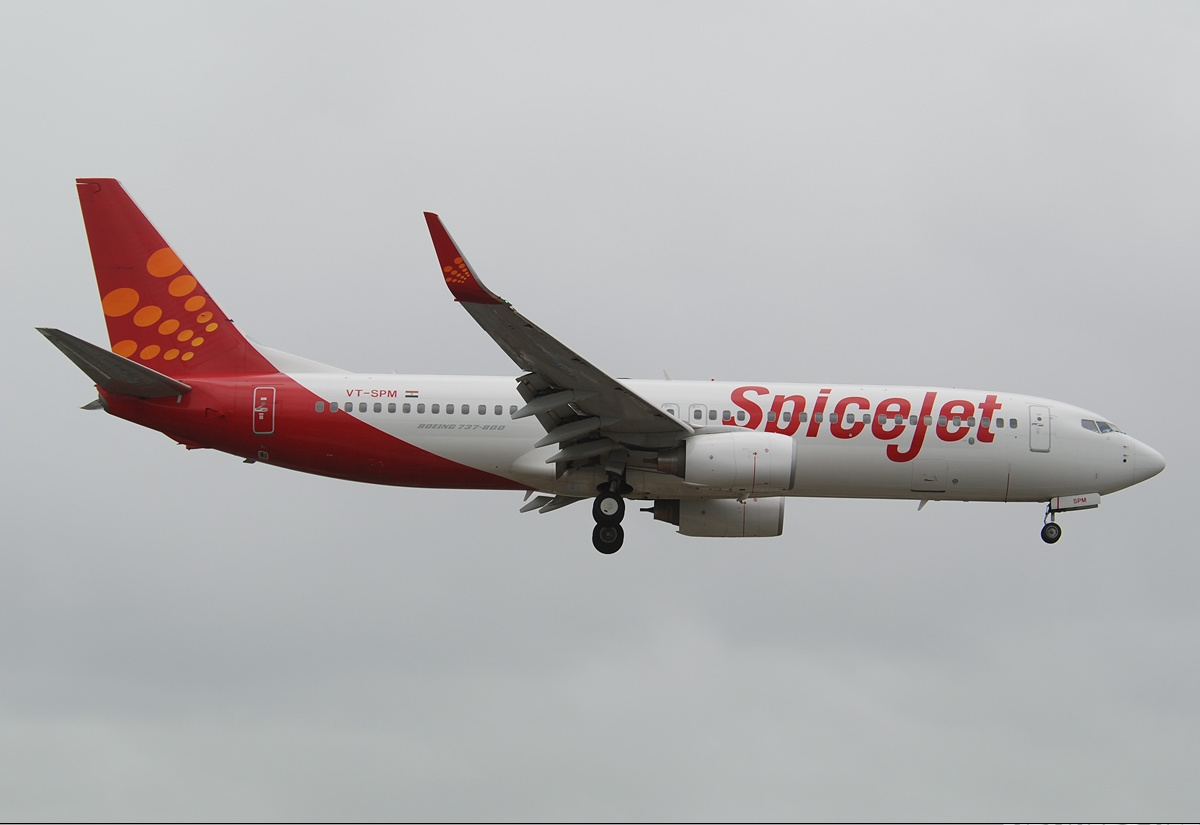
بوئینگ ۷۳۷-۸۰۰

اسپایس‌جت به ۴۰ مقصد که شامل ۳۴ مقصد داخلی در کشور هند و ۶ مقصد بین‌المللی می‌شود پرواز انجام می‌دهد.